# Aignan
Aignan (gaskonsko Anhan) je naselje in občina v južnem francoskem departmaju Gers regije Jug-Pireneji. Leta 2008 je naselje imelo 830 prebivalcev.

## Geografija
Naselje leži v pokrajini Gaskonji ob reki Petit Midour, 49 km zahodno od Aucha.

## Uprava
Aignan je sedež istoimenskega kantona, v katerega so poleg njegove vključene še občine Avéron-Bergelle, Bouzon-Gellenave, Castelnavet, Fustérouau, Loussous-Débat, Lupiac, Margouët-Meymes, Pouydraguin, Sabazan, Saint-Pierre-d'Aubézies, Sarragachies in Termes-d'Armagnac z 2.820 prebivalci.
Kanton Aignan je sestavni del okrožja Mirande.

## Zanimivosti
- cerkev sv. Saturnina iz 12. do 19. stoletja,
- cerkev sv. Jakoba iz 15. stoletja.